# Michele Amatore
Michele Amatore  (1826-1883) est un militaire italien d'origine soudanaise fait esclave durant son enfance puis devenu capitaine des Bersaglieri dans l'armée italienne.

## Biographie
L'enfance d'Amatore est mal connue. On pense qu'il est originaire des monts Nuba au Soudan où il serait né en 1826. Selon le récit qu'il a fait de son enfance, il aurait été capturé en 1834 par des marchands d'esclaves égyptiens ayant effectué une razzia sur son village, emmenant femmes et enfants dans une marche forcée sans vivres jusqu'au marché aux esclaves de Khartoum. Là, il entre au service de Luigi Castagnone, médecin italien de la cour de Méhémet Ali, c'est celui-ci qui l'affranchit, le baptise du nom de Michele Amatore. Le jeune soudanais reçoit une éducation et est fait chrétien. Il part finalement pour l'Italie accompagné de l'un des amis du docteur.
En 1848, alors qu'il n'a que 18 ans, Amatore, qui est devenu italien, s'engage dans le corps des Bersaglieri au sein de l'armée piémontaise. Jusqu'en 1849, il participe au sein de son régiment à la Première guerre d'indépendance italienne face à l'empire d'Autriche. Dix ans plus tard en 1859, il prend part aux combats de la campagne d'Italie, toujours face à l'Autriche et est fait caporal. En 1863, il est promu au rang de capitaine. Il sert avec distinction lors de l'épidémie de choléra qui touche la Sicile et est décoré par Victor-Emmanuel II, premier roi d'Italie.
Amatore quitte l'armée en 1880 à cause de problèmes de vision. Il meurt à Rosignano Monferrato dans le Piémont en Italie du Nord le 7 juillet 1883.